# Xicotes
Xicotes är en ort i Mexiko.   Den ligger i kommunen Atzalan och delstaten Veracruz, i den sydöstra delen av landet, 200 km öster om huvudstaden Mexico City. Xicotes ligger 941 meter över havet och antalet invånare är 116.
Terrängen runt Xicotes är bergig. Runt Xicotes är det ganska tätbefolkat, med 93 invånare per kvadratkilometer. Närmaste större samhälle är Teziutlan, 13,9 km väster om Xicotes. I omgivningarna runt Xicotes växer i huvudsak städsegrön lövskog.